# Cantaing-sur-Escaut
Cantaing-sur-Escaut est une commune française située dans le département du Nord (59), en région Hauts-de-France.

## Géographie

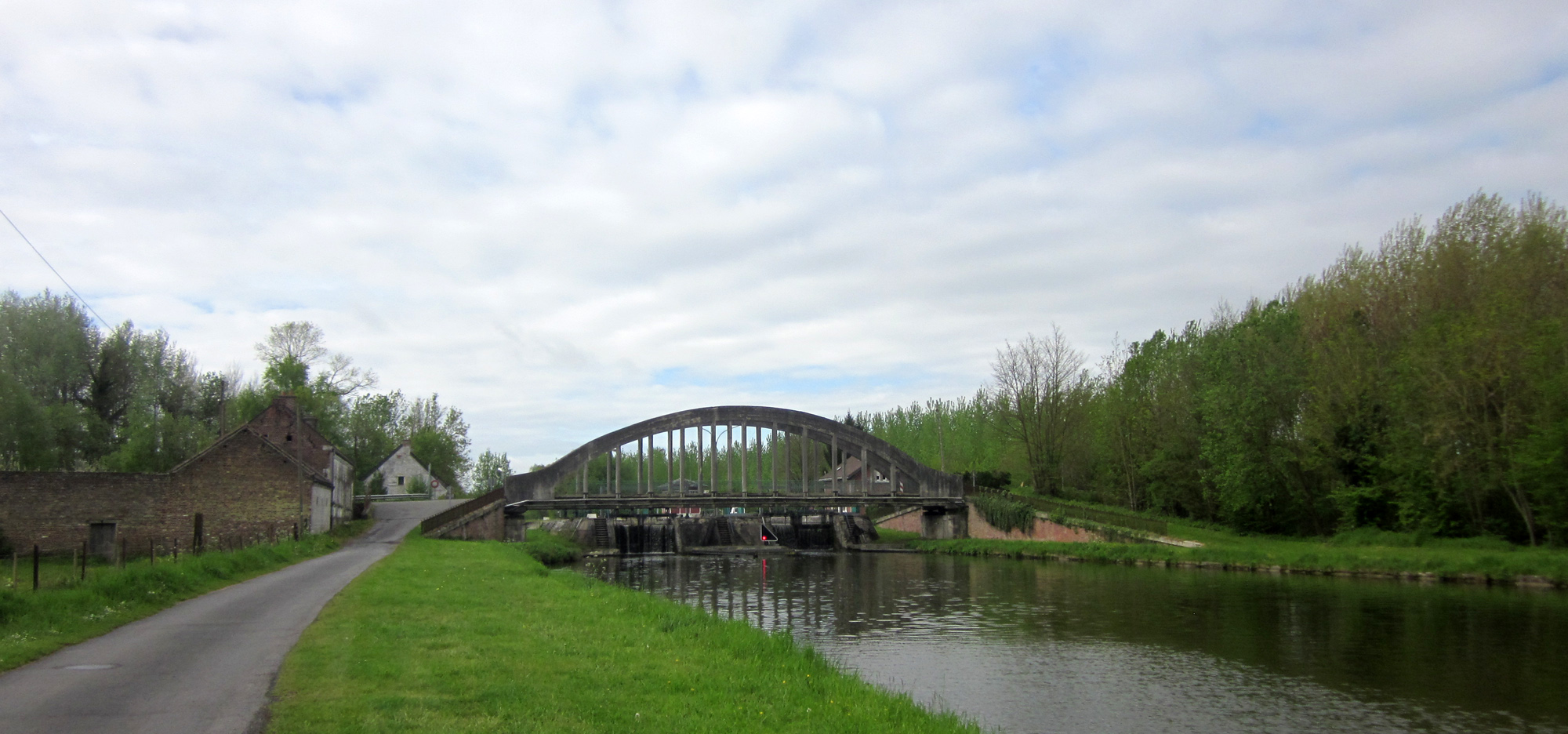
L'écluse de Cantigneul sur le canal de Saint-Quentin

### Communes limitrophes
| Anneux                     | Fontaine-Notre-Dame |          |
| Graincourt-lès-Havrincourt | Cantaing-sur-Escaut | Proville |
| Flesquières                | Noyelles-sur-Escaut |          |

### Hydrographie

#### Réseau hydrographique
La commune est située dans le bassin Artois-Picardie. Elle est drainée par la rivière Escaut, le canal de St-Quentin vers l'Escaut canalisée, la pichard et le bois de la folie,,.
La Rivière Escaut, d'une longueur de 30 km, prend sa source dans la commune de Honnecourt-sur-Escaut et se jette  dans l'Escaut canalisée à Neuville-Saint-Rémy, après avoir traversé 13 communes. 
Le canal de Saint-Quentin, long de 92,5 km, assure la jonction entre l'Oise, la Somme et l'Escaut et met en relation le Bassin parisien, le Nord de la France et la Belgique. 

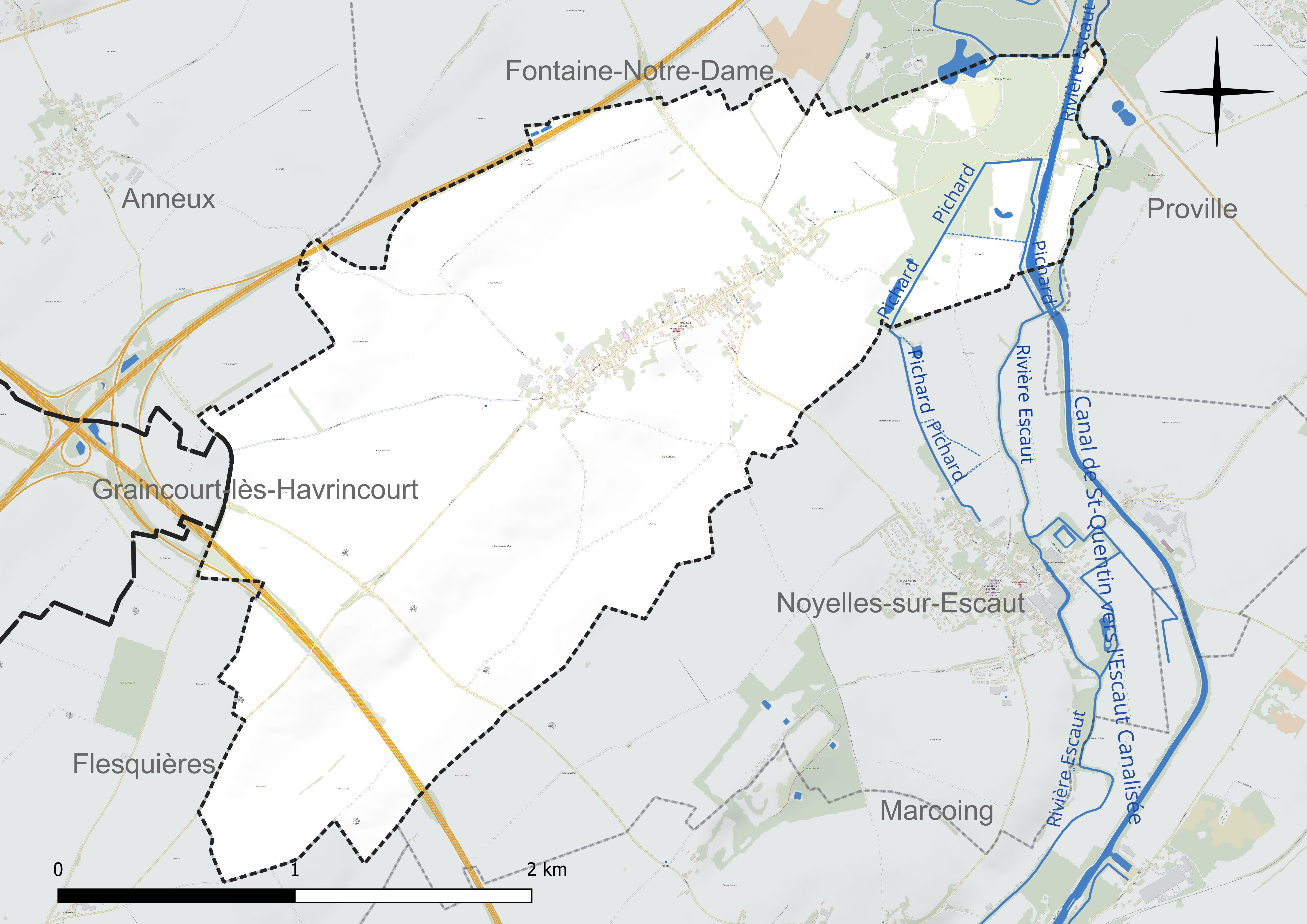
Réseau hydrographique de Cantaing-sur-Escaut.

#### Gestion et qualité des eaux
Le territoire communal est couvert par le schéma d'aménagement et de gestion des eaux (SAGE) « Escaut ». Ce document de planification concerne un territoire de 2 005 km2 de superficie, délimité par le bassin versant de l'Escaut. Le périmètre a été arrêté le 9 juin 2006 et le SAGE proprement dit a été approuvé le 13 juillet 2021. La structure porteuse de l'élaboration et de la mise en œuvre est le syndicat mixte Escaut et Affluents (SyMEA). 
La qualité des cours d'eau peut être consultée sur un site dédié géré par les agences de l'eau et l'Agence française pour la biodiversité. 

### Climat
Pour des articles plus généraux, voir Climat des Hauts-de-France et Climat du Nord.
En 2010, le climat de la commune est de type climat océanique dégradé des plaines du Centre et du Nord, selon une étude du CNRS s'appuyant sur une série de données couvrant la période 1971-2000. En 2020, Météo-France publie une typologie des climats de la France métropolitaine dans laquelle la commune est exposée à un climat océanique et est dans la région climatique  Nord-est du bassin Parisien, caractérisée par un ensoleillement médiocre, une pluviométrie moyenne régulièrement répartie au cours de l'année et un hiver froid (3 °C). 
Pour la période 1971-2000, la température annuelle moyenne est de 10,3 °C, avec une amplitude thermique annuelle de 15 °C. Le cumul annuel moyen de précipitations est de 679 mm, avec 12,2 jours de précipitations en janvier et 8,9 jours en juillet. Pour la période 1991-2020, la température moyenne annuelle observée sur la station météorologique la plus proche, située sur la commune de Douai à 25 km à vol d'oiseau, est de 11,0 °C et le cumul annuel moyen de précipitations est de 729,2 mm,. Pour l'avenir, les paramètres climatiques de la commune estimés pour 2050 selon différents scénarios d'émission de gaz à effet de serre sont consultables sur un site dédié publié par Météo-France en novembre 2022.

## Urbanisme

### Typologie
Au 1er janvier 2024, Cantaing-sur-Escaut est catégorisée commune rurale à habitat dispersé, selon la nouvelle grille communale de densité à sept niveaux définie par l'Insee en 2022.
Elle est située hors unité urbaine. Par ailleurs la commune fait partie de l'aire d'attraction de Cambrai, dont elle est une commune de la couronne,. Cette aire, qui regroupe 64 communes, est catégorisée dans les aires de 50 000 à moins de 200 000 habitants,.

### Occupation des sols
L'occupation des sols de la commune, telle qu'elle ressort de la base de données européenne d'occupation biophysique des sols Corine Land Cover (CLC), est marquée par l'importance des territoires agricoles (86,6 % en 2018), en augmentation par rapport à 1990 (85,7 %). La répartition détaillée en 2018 est la suivante : 
terres arables (86,6 %), forêts (7,7 %), zones urbanisées (5,6 %). L'évolution de l'occupation des sols de la commune et de ses infrastructures peut être observée sur les différentes représentations cartographiques du territoire : la carte de Cassini (XVIIIe siècle), la carte d'état-major (1820-1866) et les cartes ou photos aériennes de l'IGN pour la période actuelle (1950 à aujourd'hui).

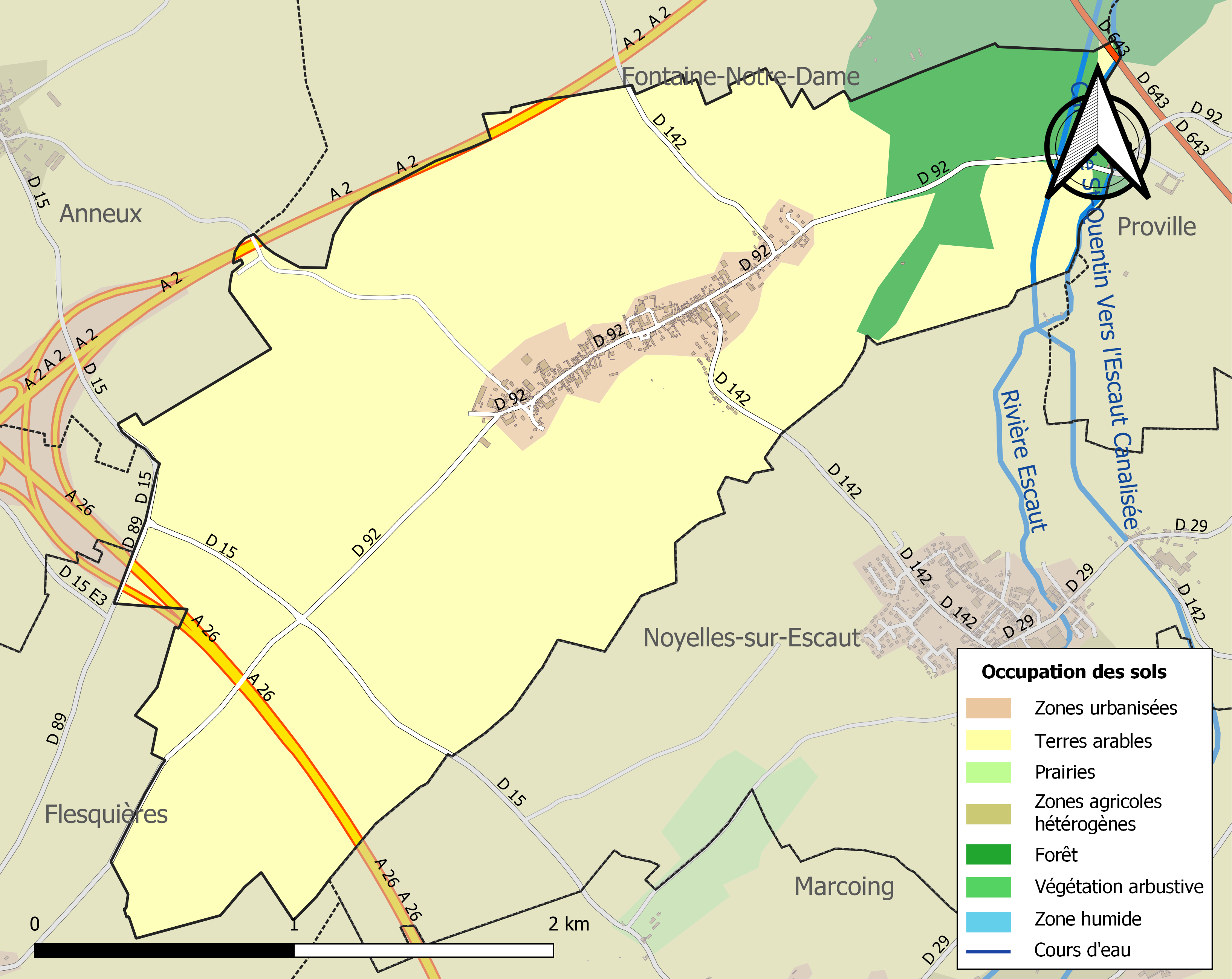
Carte des infrastructures et de l'occupation des sols de la commune en 2018 (CLC).

### Voies de communication et transports
La commune est desservie par le réseau de transports urbains de la Communauté d'agglomération de Cambrai appelé TUC (Transports Urbains du Cambrésis), par la ligne 15,.

## Histoire

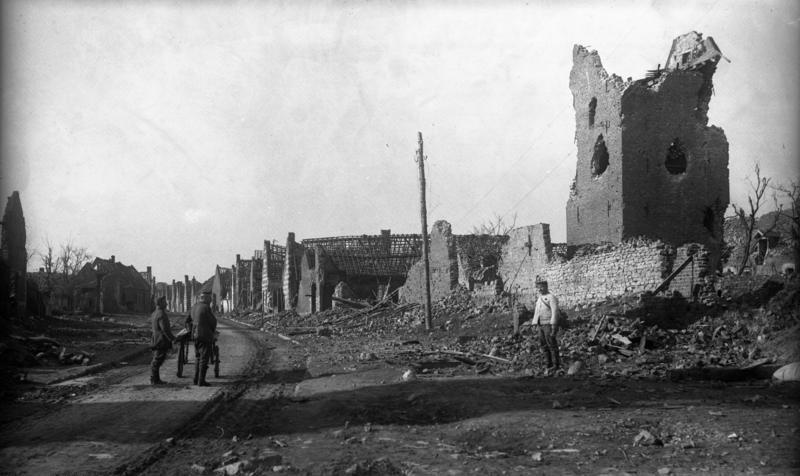
Village de Cantaing, presque rasé (ici en février 1918)

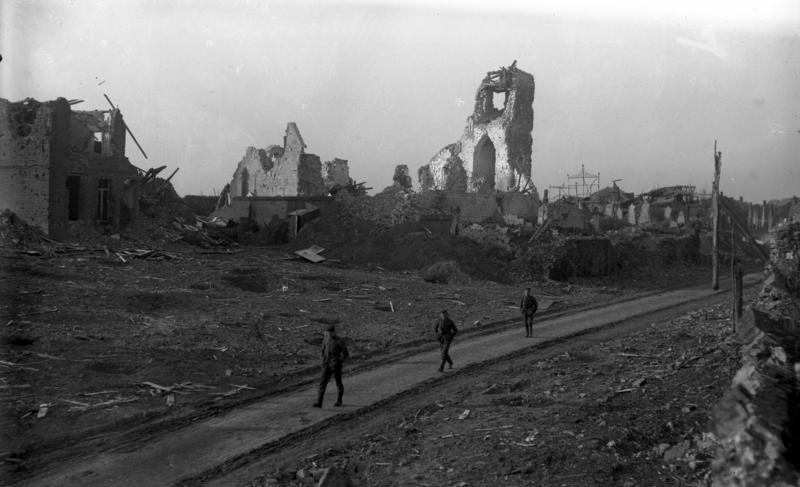
Ruines de l'église et du centre du village

La commune a probablement connu une occupation préhistorique.
Cantaing aux riches sols depuis longtemps labourés était l'une des 12 pairies du Cambrésis.
Première Guerre mondiale : La commune située un temps sur la ligne de front a été fortement marquée par de violents combats. En novembre 1918, il ne restait presque plus rien du village, qui après une phase de « désobusage » (enlèvement et destruction, neutralisation ou exportation des munitions non-explosées) et un classement en zone rouge en raison de la gravité des séquelles laissées par la guerre a fait l'objet d'une longue reconstruction.
En 1938, un an avant qu'une nouvelle guerre n'éclate, Cantaing devient  Cantaing-sur-Escaut 
Seconde Guerre mondiale : 
Le parc éolien des Portes du Cambrésis est inauguré le 15 juin 2018. Des éoliennes sont également situées sur le finage de Flesquières.

## Héraldique
|  | Les armes de Cantaing-sur-Escaut se blasonnent ainsi :"D'argent à trois lions d'azur, armés et lampassés de gueules." |

## Politique et administration
Maire de1802 à 1807 : Étienne Panien,.
Maire en 1808 : Delabre.

Maire en 1881 : Faux-Arnould.
| Période                                  | Période  | Identité              | Étiquette | Qualité |
| ---------------------------------------- | -------- | --------------------- | --------- | ------- |
| avant 1988                               | ?        | Bernard Wilmot        |           |         |
| mars 2001                                | mai 2020 | Jean-Claude Deschamps |           |         |
| mai 2020                                 | En cours | Éric Parent           |           |         |
| Les données manquantes sont à compléter. |          |                       |           |         |

### Politique environnementale
La protection et la mise en valeur de l'environnement font partie des compétences optionnelles de la communauté d'agglomération de Cambrai à laquelle appartient Cantaing.

## Population et société

### Démographie

#### Évolution démographique
L'évolution du nombre d'habitants est connue à travers les recensements de la population effectués dans la commune depuis 1793. Pour les communes de moins de 10 000 habitants, une enquête de recensement portant sur toute la population est réalisée tous les cinq ans, les populations de référence des années intermédiaires étant quant à elles estimées par interpolation ou extrapolation. Pour la commune, le premier recensement exhaustif entrant dans le cadre du nouveau dispositif a été réalisé en 2008.

En 2022, la commune comptait 408 habitants, en évolution de +2,77 % par rapport à 2016 (Nord : +0,51 %, France hors Mayotte : +2,11 %).
| 1793 | 1800 | 1806 | 1821 | 1831 | 1836 | 1841 | 1846 | 1851 |
| ---- | ---- | ---- | ---- | ---- | ---- | ---- | ---- | ---- |
| 492  | 529  | 556  | 658  | 655  | 709  | 710  | 700  | 685  |

| 1856 | 1861 | 1866 | 1872 | 1876 | 1881 | 1886 | 1891 | 1896 |
| ---- | ---- | ---- | ---- | ---- | ---- | ---- | ---- | ---- |
| 686  | 650  | 744  | 659  | 672  | 605  | 618  | 628  | 616  |

| 1901 | 1906 | 1911 | 1921 | 1926 | 1931 | 1936 | 1946 | 1954 |
| ---- | ---- | ---- | ---- | ---- | ---- | ---- | ---- | ---- |
| 601  | 603  | 584  | 484  | 531  | 462  | 441  | 434  | 510  |

| 1962 | 1968 | 1975 | 1982 | 1990 | 1999 | 2006 | 2008 | 2013 |
| ---- | ---- | ---- | ---- | ---- | ---- | ---- | ---- | ---- |
| 450  | 428  | 392  | 363  | 394  | 415  | 431  | 435  | 404  |

| 2018 | 2022 | - | - | - | - | - | - | - |
| ---- | ---- | - | - | - | - | - | - | - |
| 402  | 408  | - | - | - | - | - | - | - |

#### Pyramide des âges
La population de la commune est relativement jeune.
En 2018, le taux de personnes d'un âge inférieur à 30 ans s'élève à 30,4 %, soit en dessous de la moyenne départementale (39,5 %). À l'inverse, le taux de personnes d'âge supérieur à 60 ans est de 24,6 % la même année, alors qu'il est de 22,5 % au niveau départemental.
En 2018, la commune comptait 196 hommes pour 206 femmes, soit un taux de 51,24 % de femmes, légèrement inférieur au taux départemental (51,77 %).
Les pyramides des âges de la commune et du département s'établissent comme suit.
| Hommes | Classe d’âge | Femmes |
| ------ | ------------ | ------ |
| 1,5    | 90 ou +      | 0,5    |
| 8,2    | 75-89 ans    | 6,3    |
| 17,9   | 60-74 ans    | 15,0   |
| 23,5   | 45-59 ans    | 27,2   |
| 19,9   | 30-44 ans    | 19,4   |
| 11,7   | 15-29 ans    | 13,6   |
| 17,3   | 0-14 ans     | 18,0   |

| Hommes | Classe d’âge | Femmes |
| ------ | ------------ | ------ |
| 0,5    | 90 ou +      | 1,4    |
| 5,3    | 75-89 ans    | 8,1    |
| 14,8   | 60-74 ans    | 16,2   |
| 19,1   | 45-59 ans    | 18,4   |
| 19,5   | 30-44 ans    | 18,7   |
| 20,7   | 15-29 ans    | 19,1   |
| 20,2   | 0-14 ans     | 18     |

## Lieux et monuments
- L'église
- L'école
- La mairie
- Le cimetière militaire de Cantaing-sur-Escaut situé à l'angle de la Grande rue et de la rue de Fontaine.

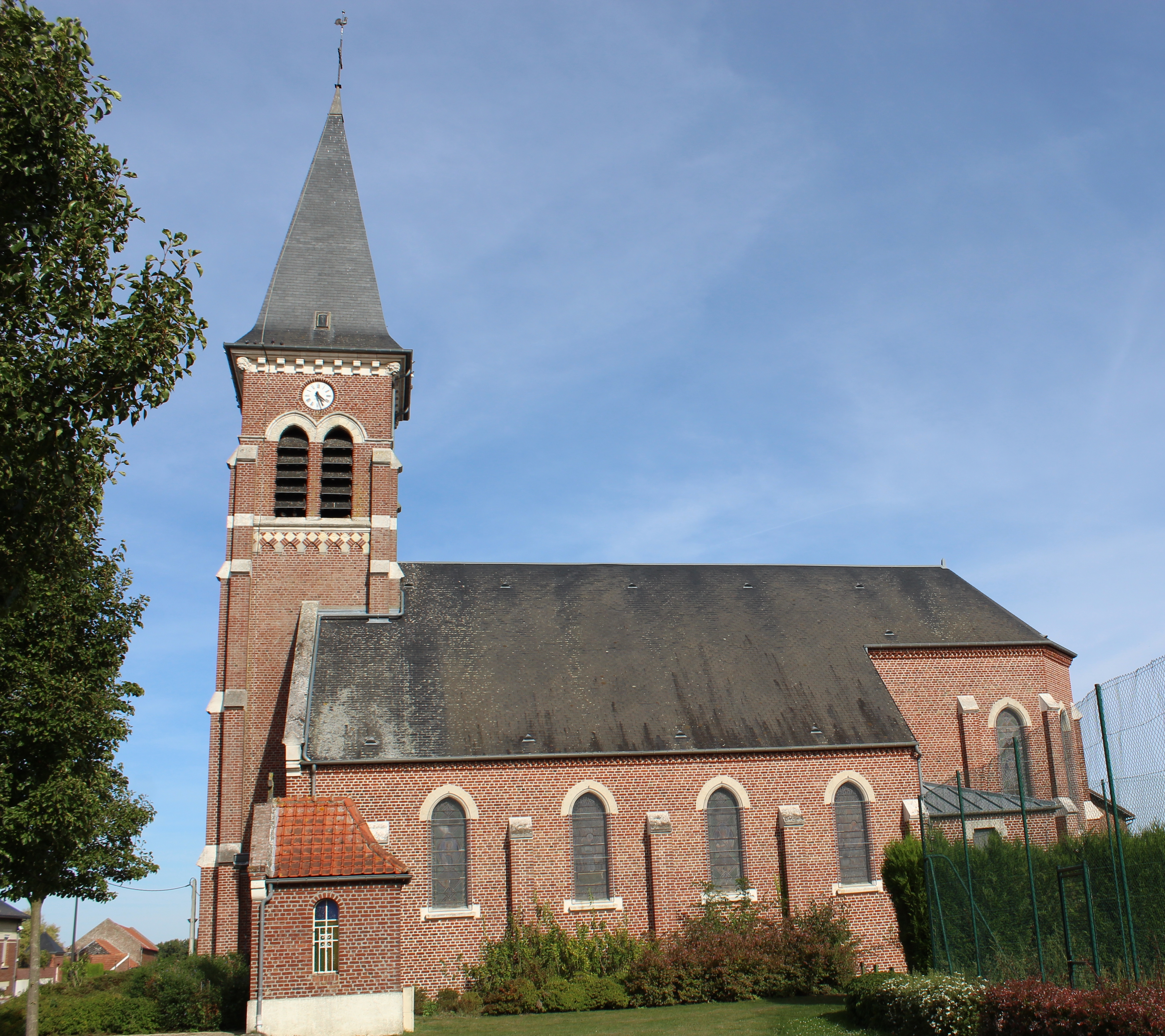
L'église.
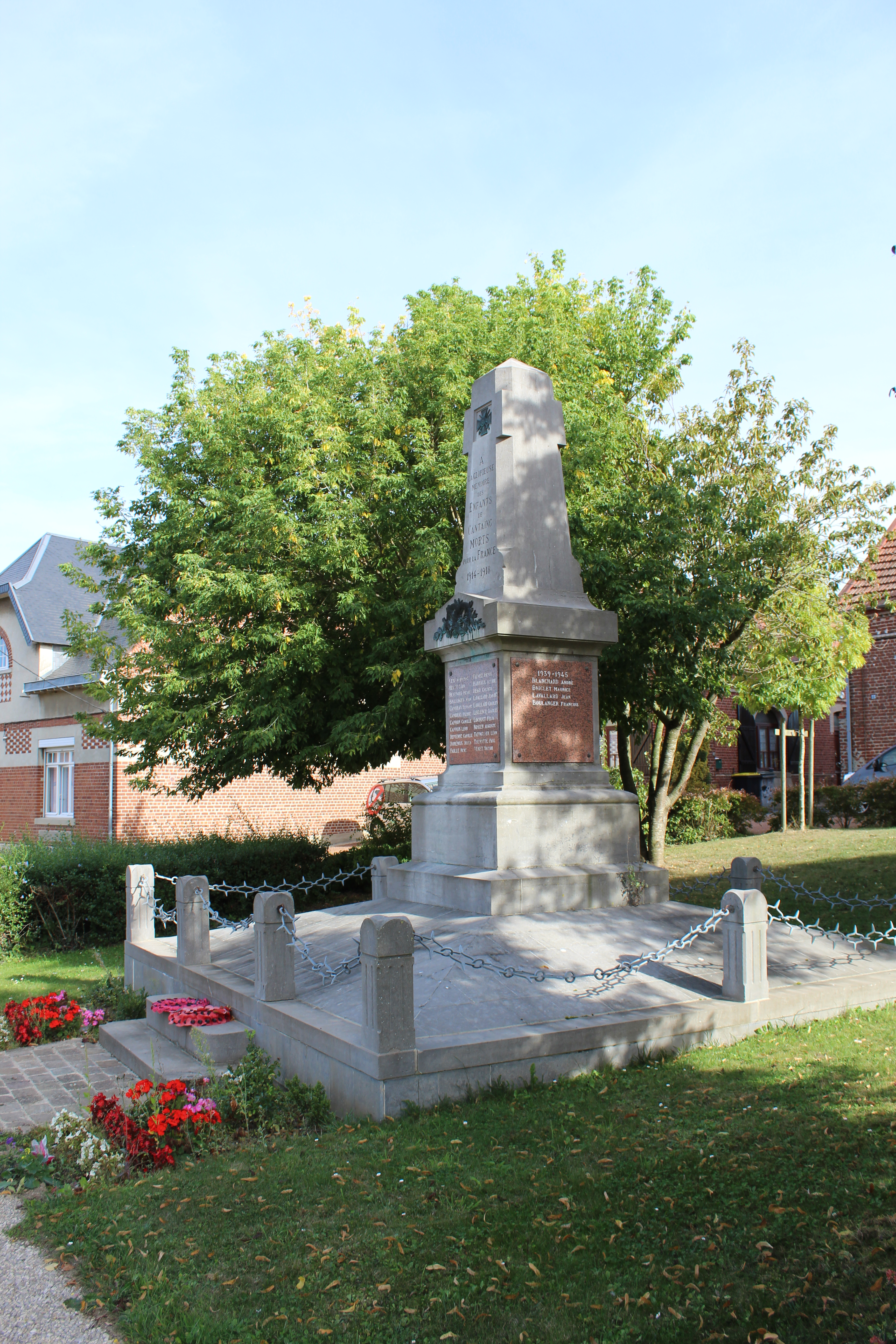
Le monument aux morts.
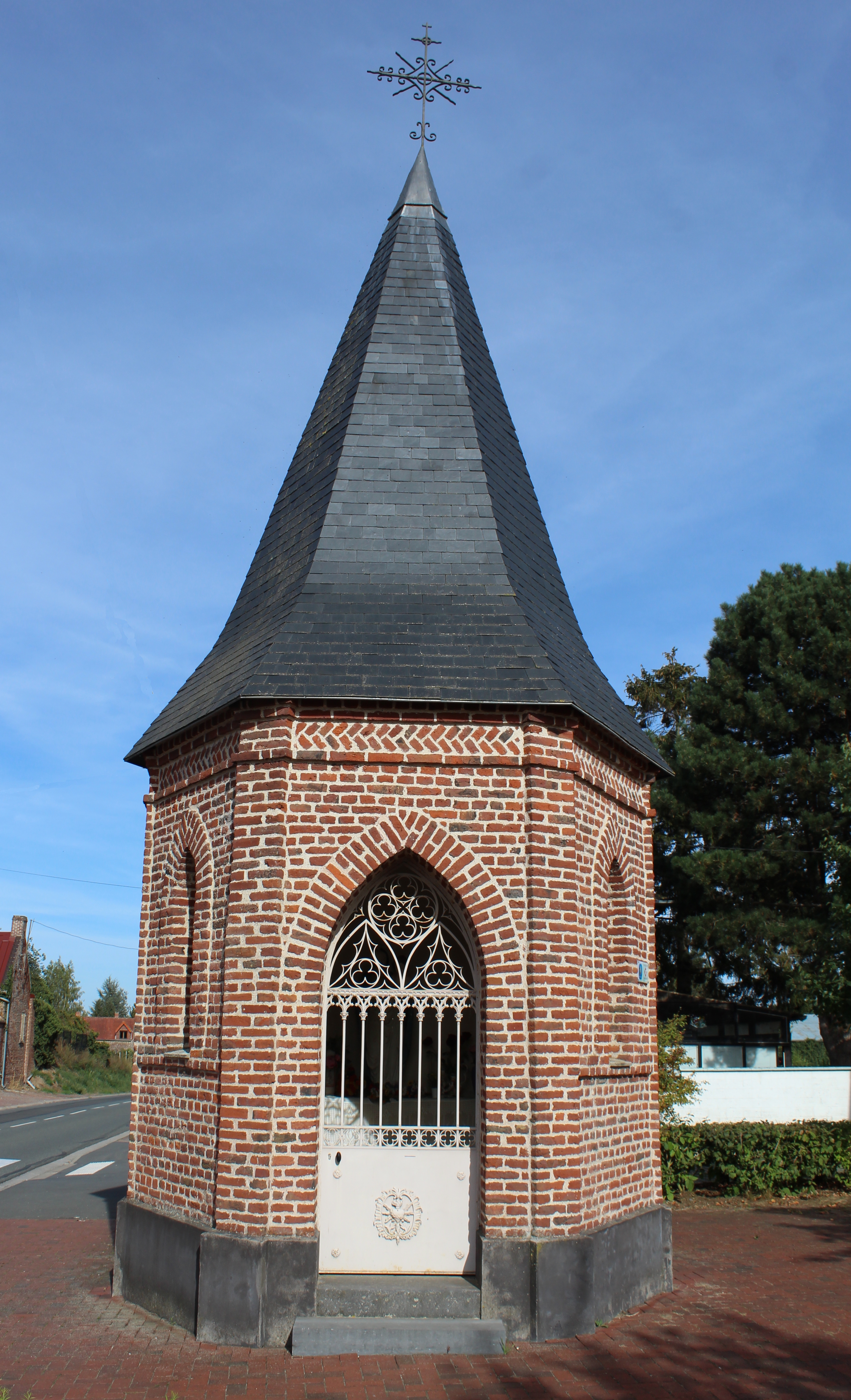
La chapelle.
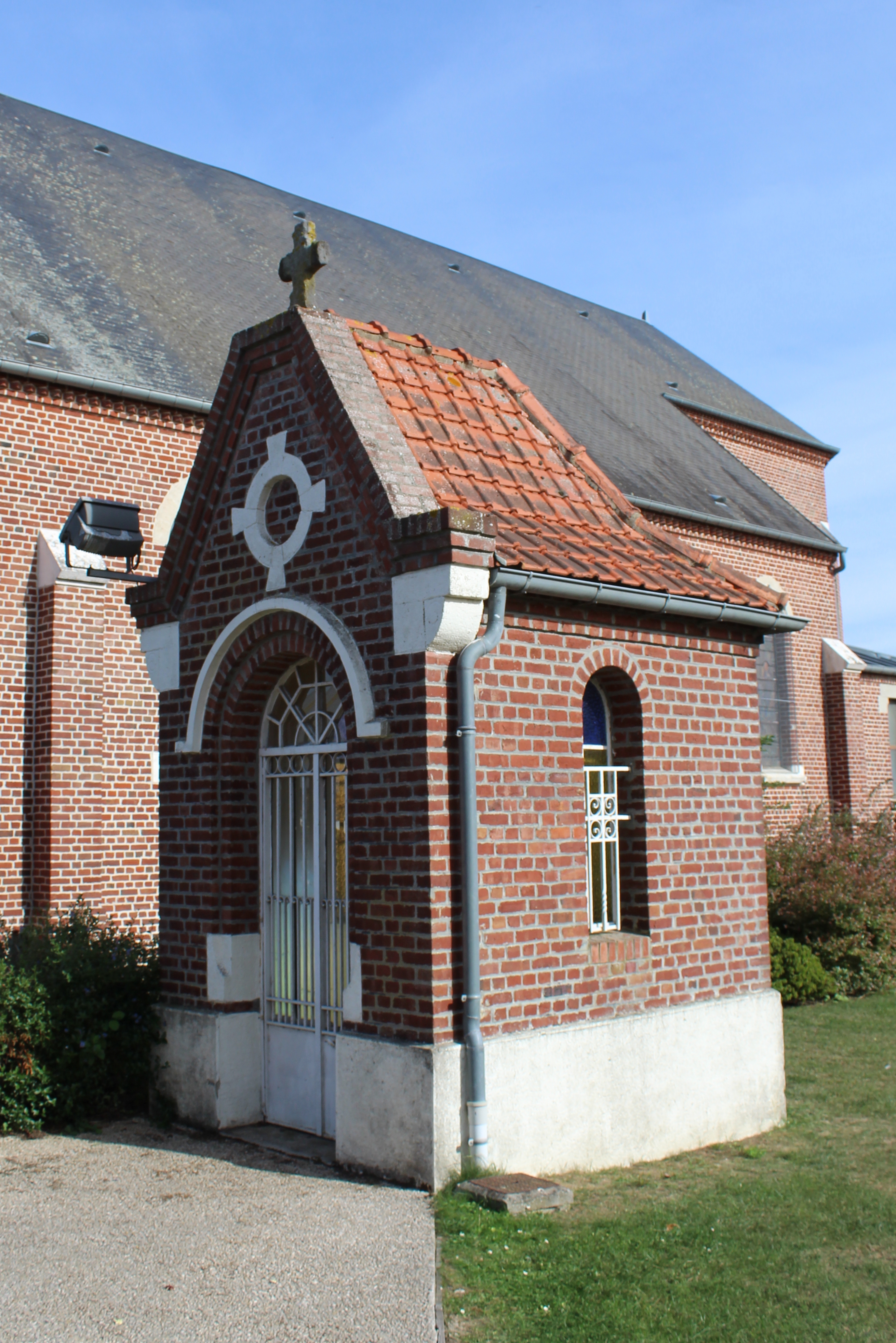
La chapelle de l'église.
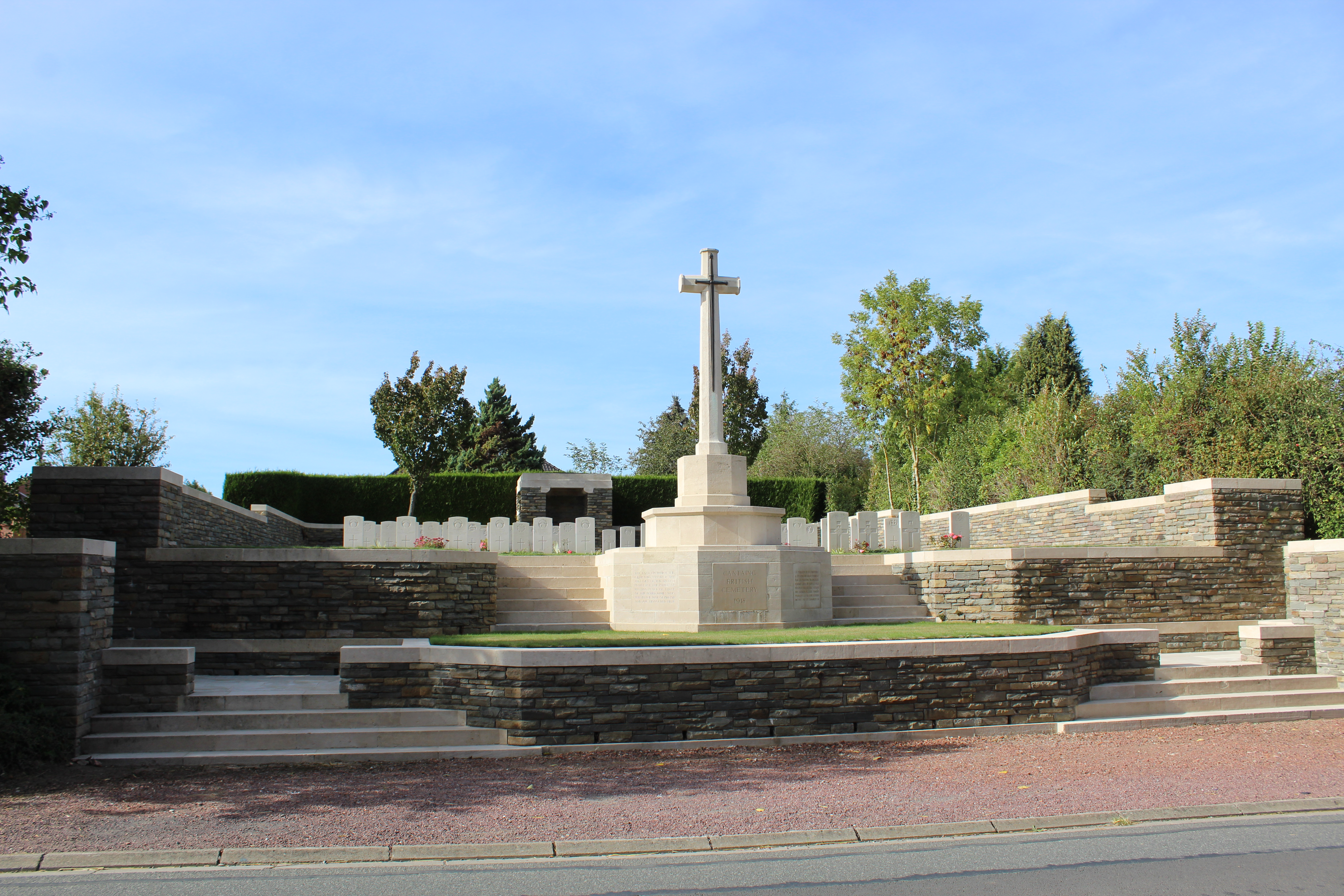
Le cimetière militaire britannique.

## Pour approfondir